# Somadeva
Somadeva, kashmirisk poet som levde på 1000-talet. Somadeva utarbetade Kathasaritsagara (sanskr. "berättelseströmmarnas hav") en omfångsrik samling av sagor och legender på sanskritisk vers, 1063-1081.